# Elymus hispidus
Espèce
Elymus hispidus, le chiendent intermédiaire, est une espèce de plantes monocotylédones de la famille des Poaceae, sous-famille des Pooideae, originaire d'Eurasie. 
Ce sont des plantes herbacées vivaces, rhizomateuses, aux tiges (chaumes) dressées pouvant atteindre 80 cm de long et aux inflorescences composées de racèmes.

## Noms vernaculaires
- chiendent glauque, chiendent intermédiaire, élyme à poils rudes[2].

## Taxinomie
L'espèce Elymus hispidus a été décrite pour la première fois en 1836 sous le nom d’Agropyron hispidum par le botaniste tchèque, Philipp Maximilian Opiz, et publiée dans Oekonomishc-technische Flora Böhmens 1: 413, puis renommée en 1978 sous son nom actuel par le botaniste letton, Aleksandre Melderis et publiée  dans le Botanical Journal of the Linnean Society 76 (4): 380.

### Synonymes
Selon Catalogue of Life (15 juillet 2018) :
- Agropyron ambigens (Hausskn.) Roshev.
- Agropyron aucheri Boiss.
- Agropyron banaticum (Heuff.) Thaisz
- Agropyron barbatulum Schur
- Agropyron ciliatiflorum Roshev.
- Agropyron densiflorum (Willd.) P.Beauv.
- Agropyron goiranicum Vis. ex Goiran
- Agropyron hispidum Opiz (basionyme)
- Agropyron laevifolium Opiz
- Agropyron latronum (Godr.) P.Candargy
- Agropyron mucronatum Opiz
- Agropyron murinum Hausskn. [Invalid]
- Agropyron popovii Drobow
- Agropyron ruthenicum (Griseb.) Prokudin
- Agropyron salinum Schur [Invalid]
- Agropyron savignonii De Not.
- Agropyron trichophorum (Link) K.Richt.
- Agropyron truncatum (Wallr.) Fuss
- Agropyron validum Opiz
- Agropyron virescens (Pancic) P.Candargy
- Braconotia glauca (Desf. ex DC.) Godr.
- Elymus bazargiciensis Burduja
- Elytrigia aucheri (Boiss.) Nevski
- Elytrigia intermedia (Host) Nevski
- Elytrigia mucronata (Opiz) Prokudin
- Elytrigia pouzolzii (Godr. & Gren.) Holub
- Elytrigia prokudinii Dubovik
- Elytrigia ruthenica (Griseb.) Prokudin
- Elytrigia trichophora (Link) Nevski
- Thinopyrum intermedium (Host) Barkworth & D.R.Dewey
- Trichopyrum intermedium (Host) Á.Löve
- Triticum arenicola A.Kern. ex Meryh.
- Triticum densiflorum Willd.
- Triticum distichum Schleich. ex DC. [Invalid]
- Triticum glaucum Desf. ex DC. [Illegitim.]
- Triticum gracile Pouz. ex Godr. [Invalid]
- Triticum hirsutum Steven ex Schrad. [Illegitim.]
- Triticum intermedium Host
- Triticum latronum Godr.
- Triticum repens Hegetschw. [Illegitimate]
- Triticum rigidum Schleich. ex Mert. & W.D.J.Koch [Illegitim.]
- Triticum rottboellioides (Husn.) Asch. & Graebn.
- Triticum savignonii (De Not.) Nyman
- Triticum trichophorum Link
- Triticum truncatum Wallr.
- Triticum virescens (Pancic) Asch.
- Zeia glauca (Roem. & Schult.) Lunell

### Liste des variétés
Selon BioLib (15 juillet 2018) :
- Elymus hispidus var. hispidus
- Elymus hispidus var. villosus (Hack.) Assadi

### Liste des sous-espèces
Selon The Plant List (15 juillet 2018) :
- Elymus hispidus subsp. barbulatus (Schur) Melderis
- Elymus hispidus subsp. podperae (Nábelek) Melderis
- Elymus hispidus subsp. pouzolzii (Godr.) Melderis
- Elymus hispidus subsp. pulcherrimus (Grossh.) Melderis
- Elymus hispidus subsp. varnensis (Velen.) Melderis